# Siobhan Magnus
 (mai 2014).
Améliorez-le ou discutez des points à vérifier. 
 (mai 2010).
Si vous disposez d'ouvrages ou d'articles de référence ou si vous connaissez des sites web de qualité traitant du thème abordé ici, merci de compléter l'article en donnant les références utiles à sa vérifiabilité et en les liant à la section « Notes et références ».
Siobhan Evelyn Magnus (15 mars 1990 - ) est une chanteuse et auteure américaine de Marstons Mills (Massachusetts).
Elle est une candidate de la saison 9 d’American Idol.

## Biographie
Siobhan Magnus a grandi dans la ville de Barnstable (Massachusetts) et fut diplômée en 2008 au lycée de Barnstable à Hyannis, dans le Massachusetts. Son nom de famille signifie « Dieu est gracieux » en gaélique. Siobhan commence à chanter à l'âge de neuf ans pour la chorale de son école Siobhan, dans la pièce musicale Annie. Elle rejoint alors le club d'art dramatique de Barnstable. Lorsque le club fut filmé pour un réalité tv show, elle interpréta une des trois Dorothée pour la pièce du Magicien d'Oz.  En mai 2008 déjà, le président du département de musique de son école déclarait à propos du talent de Siobhan « Je pense qu'elle gagnerait haut la main American Idol. »
Elle a auditionné pour le Berklee College of Music mais elle n'a pas été acceptée. Elle s'est inscrite à l'université de Salem mais a abandonné son cursus après un semestre car elle ne se sentait pas à sa place sur le campus en tant que non-fêtarde.
Elle a quatre tatouages ; la couverture du livre d'Edward Gorey, The Gashlycrumb Tiniessur son épaule gauche, les écritures « Ngi Ne Themba » (« J'ai trouvé l'espérance » en zoulou) sur son poignet gauche sont en référence à la chanson du même nom des frères Hanson sur l'album The Walk, et sur son poignet droit se trouve le cœur barré d'un X du groupe Hole de Courtney Love.
Siobhan Magnus était aussi la chanteuse du groupe de rock alternatif Lunar Valve qui n'a plus joué ensemble depuis 2009. Avant American Idol, elle faisait un apprentissage chez souffleur de verre. Elle est de descendance irlandaise.

## American Idol
Siobhan Magnus a auditionné pour American Idol en été 2009 à Boston. Siobhan a montré beaucoup de talent vocal sur Idol, grâce à sa capacité de tenir de très hautes notes et sa capacité à déployer un large registre vocal. Elle est reconnue pour sa façon unique de revisiter les classiques, comme Think d'Aretha Franklin et Paint It, Black des Rolling Stones. Les hautes notes qui font maintenant sa signature ont été largement critiquées par le juge anglais Simon Cowell.
Lors du Top 10, elle fut assurée de faire la tournée post Idol en été 2010.
Siobhan Magnus est la seule concurrente en provenance de l'État du Massachusetts qui est parvenue aux stades des finales sur la grande scène de Los Angeles.

## Performances
| Semaine # | Thème                  | Choix de chanson            | Artiste original                | Ordre # | Résultat     |
| --------- | ---------------------- | --------------------------- | ------------------------------- | ------- | ------------ |
| Audition  | Choix du candidat      | Love of My Life             | Queen                           | N/A     | Sélectionnée |
| Hollywood | Premier Solo           | A Woman's Worth             | Alicia Keys                     | N/A     | Sélectionnée |
| Hollywood | Groupe                 | Bad Romance                 | Lady Gaga                       | N/A     | Sélectionnée |
| Hollywood | Second Solo            | Living for the City         | Stevie Wonder                   | N/A     | Sélectionnée |
| Top 24    | Billboard Hot 100 Hits | Wicked Game                 | Chris Isaak                     | 10      | Sauvée       |
| Top 20    | Billboard Hot 100 Hits | Think                       | Aretha Franklin                 | 10      | Sauvée       |
| Top 16    | Billboard Hot 100 Hits | The House of the Rising Sun | The Animals                     | 2       | Sauvée       |
| Top 12    | The Rolling Stones     | Paint It, Black             | The Rolling Stones              | 8       | Sauvée       |
| Top 11    | Billboard #1 Hits      | Superstition                | Stevie Wonder                   | 11      | Sauvée       |
| Top 10    | R&B/Soul               | Through the Fire            | Chaka Khan                      | 1       | Sauvée       |
| Top 9     | Lennon/McCartney       | Across the Universe         | The Beatles                     | 8       | Sauvée       |
| Top 9     | Elvis Presley          | Suspicious Minds            | Mark James                      | 6       | Sauvée       |
| Top 7     | Inspirationnal         | When You Believe            | Mariah Carey et Whitney Houston | 5       | Sauvée       |

## Discographie

### Solo
| Année | Détails                                                                                           |
| ----- | ------------------------------------------------------------------------------------------------- |
| 2012  | Moonbaby - Released : 22 janvier 2012 - Label : Snotface Records - Formats : CD, digital download |

## Singles
| Single                                  | Année | Peak chart positions | Album    |
| Single                                  | Année | US                   | Album    |
| --------------------------------------- | ----- | -------------------- | -------- |
| Beatrice Dream                          | 2011  | —                    | Moonbaby |
| Black Doll                              | 2011  | —                    | Moonbaby |
| "—" denotes releases that did not chart |       |                      |          |